# Chuck McCann
Charles "Chuck" McCann (født 2. september 1934, død 8. april 2018) var en amerikansk skuespiller og komiker. 
McCann er bedst kendt for sit arbejde med at lægge stemme til en række amerikanske børnetv-programmer og for sit eget program "The Chuck McCann Show".